# خوذة ساتون هوو

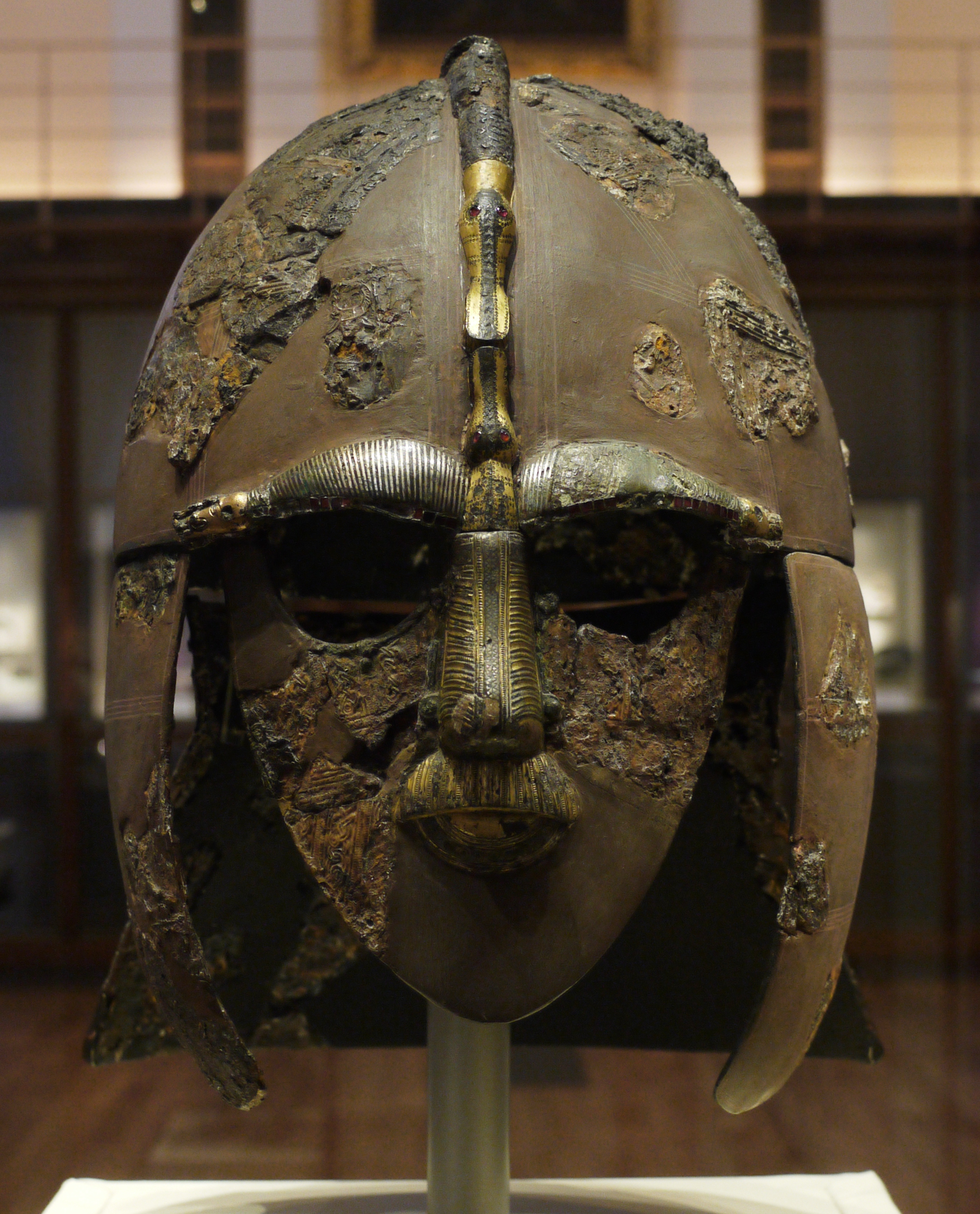
خوذة ساتون هوو من مقبرة السفينة

خوذة ساتون هوو، (بالإنجليزية: Sutton Hoo Helmet)‏، هي خوذة استثنائية وأداة شديدة الندرة، عُثر عليها في منطقة ساتون هوو، إذ لم يُعثر في إنجلترا - أوائل القرن السابع - سوى على أربع خوذ يعود تاريخها إلى القرن السابع من مملكة انجليا الشرقية. باكورة العصور الوسطى، حيث كانت مدفونة في ساتون هوو، وبنتي غرانج، ولاستون، ويورك.

## المميزات
تتميز هذه الخوذة بألواح مزينة بمشاهد بطولية وزخارف حيوانية متضافرة من "النمط 2"، وهي وحدات زخرفية كانت شائعة في العالم الجرماني إبان تلك الحقبة. ويظهر في المشهد محاربَان يرتدي كل منهما خوذة مقرّنة وبيده سيف قصير ورمح موجه إلى أسفل. أما المشهد الآخر فيظهر فيه محارب يمتطي جواداً ويدوس به عدواً سقط أمامه، في حين يقوم العدو بطعن الجواد، وهو مشهد توارثته الأجيال عن الإمبراطورية الرومانية.

## قناع الوجه

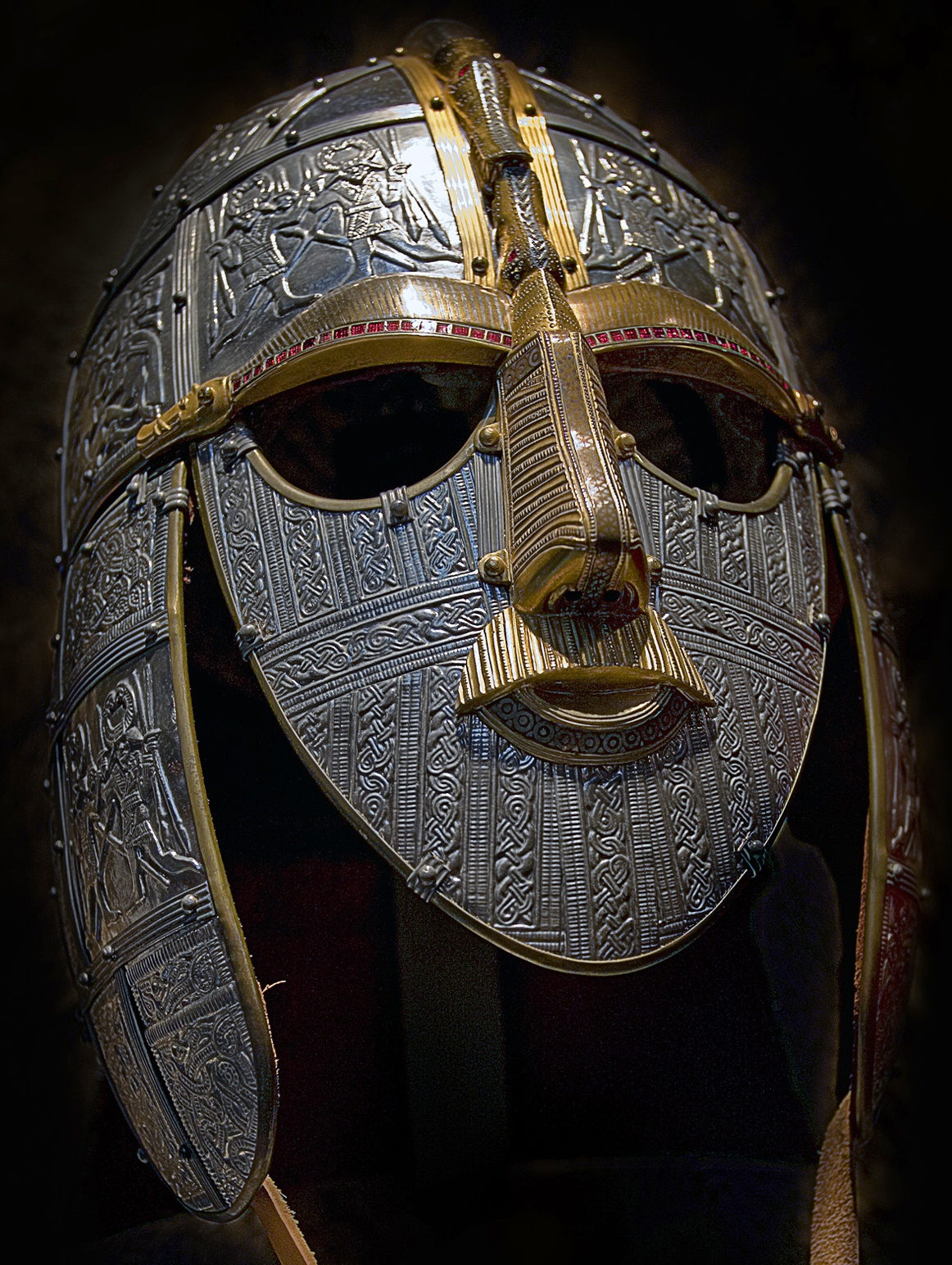
قناع الوجه

يعد قناع الوجه أبرز سمة لهذه الخوذة: إذ يتكون من مآقي العين والحاجب والأنف، الذي به ثقوب صغيرة لتسهيل التنفس على صاحب القناع. وقد تم تطعيم الحاجبين البرونزيين بأسلاك من الفضة والعقيق، وينتهي كل منهما برأس خنزير بري من البرونز المذهب، ربما رمزاً للقوة والشجاعة.
وقد وضع في القسم الأعلى من الأنف رأس تنين مذهّبة تمتد بين الحاجبين وتواجه رأس تنين آخر مماثلة تتشكل من امتداد العُرف الذي يغطي قمة الخوذة، ويكاد هذان التنينان يتلامسان بأنفيهما. وكذلك تتشكل من الأنف والحاجبين والتنين هيئة طائر عظيم عريض الجناحين، وكأنه يطير على الخوذة.
وقد لحقت أضرار بالغة بالخوذة نتيجة انهيار قاعة الدفن. ولكن، وبفضل النجاح في تحديد الموقع الدقيق للشظايا المتبقية، استطاع خبراء الآثار ترميم الخوذة وإعادة تركيبها وكأنهم يحلون لغزاً ثلاثي الأبعاد، كما أنتجوا نسخة جديدة كاملة للخوذة.

## معرض صور

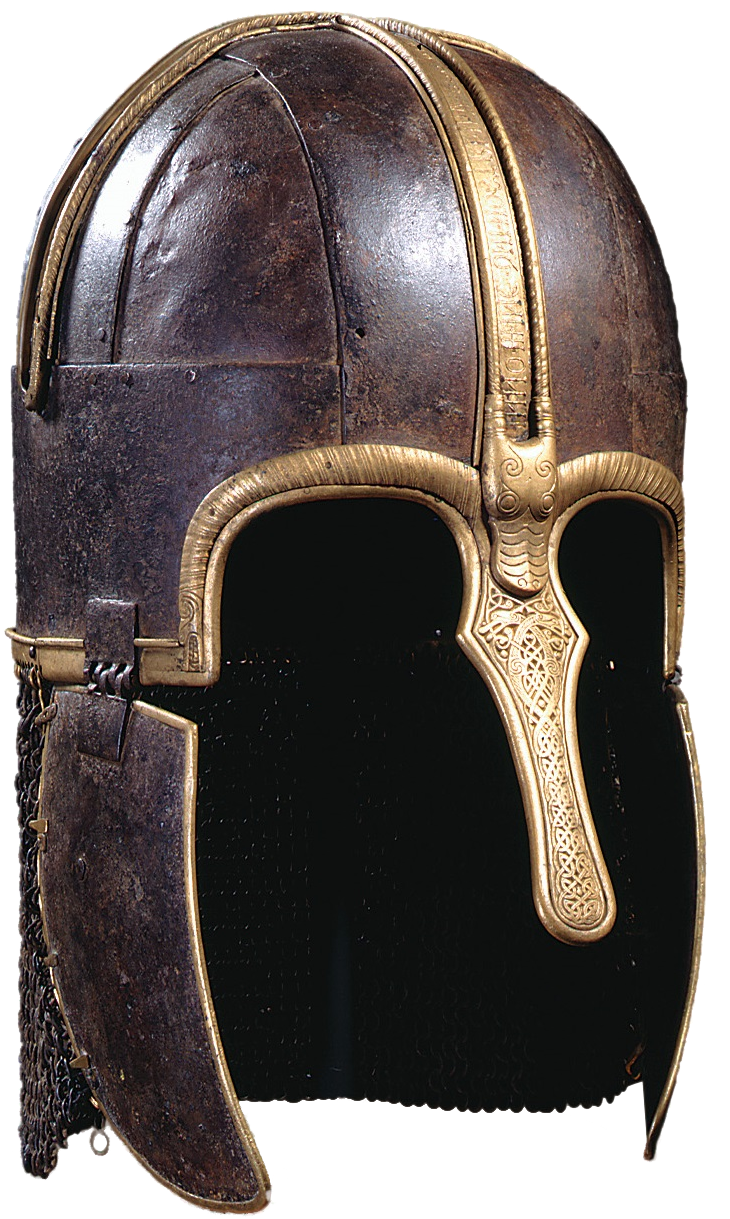
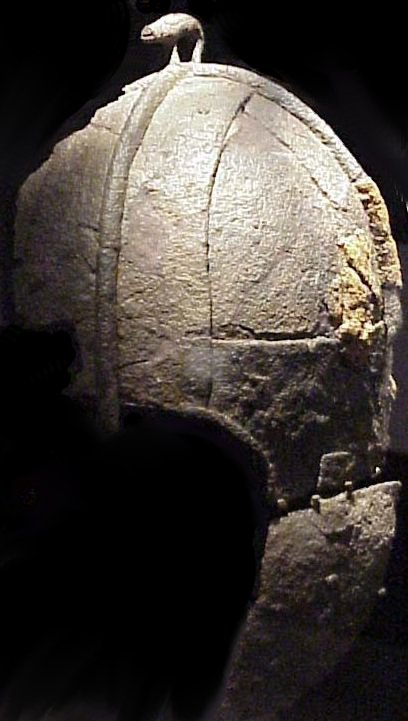
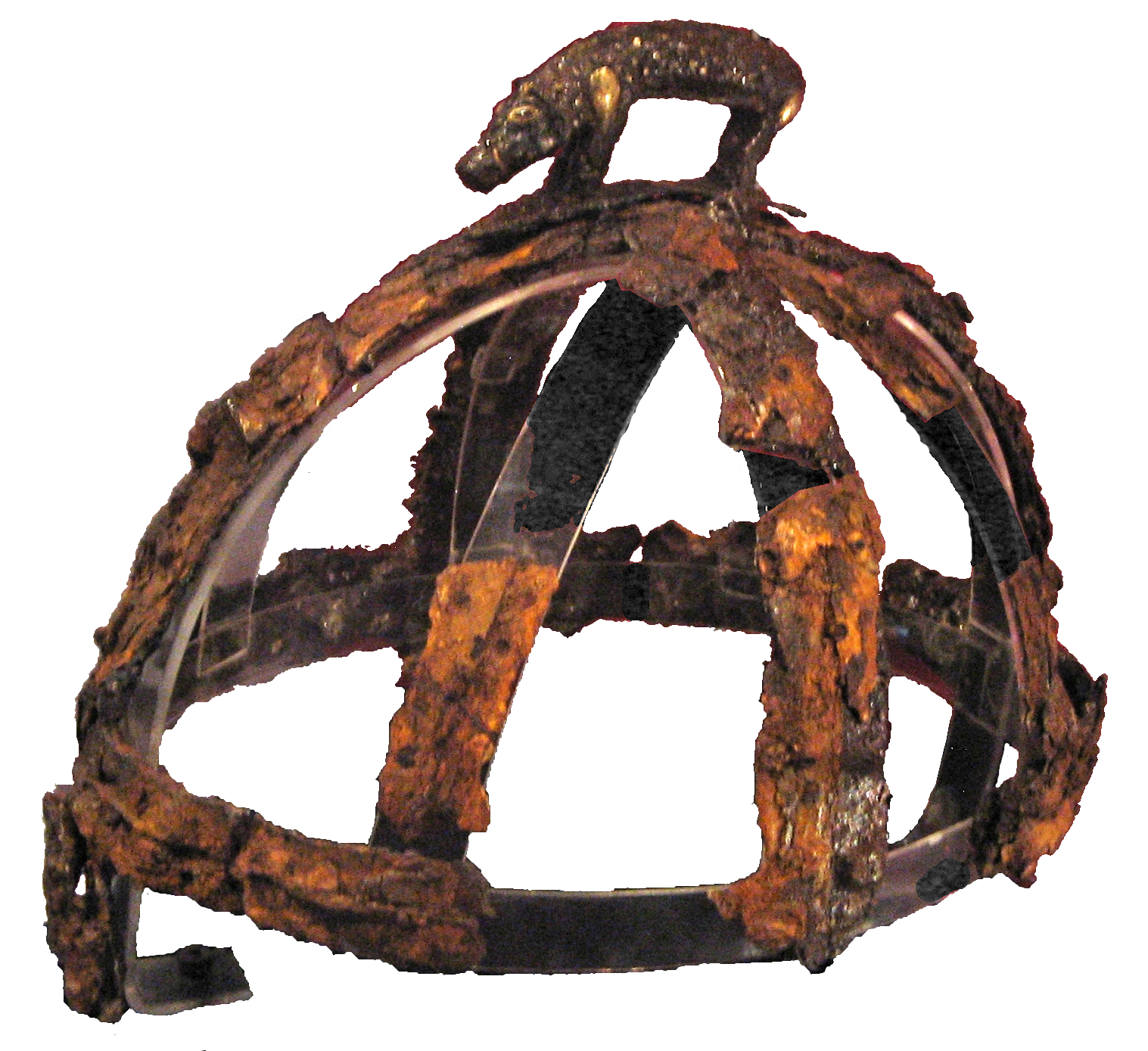
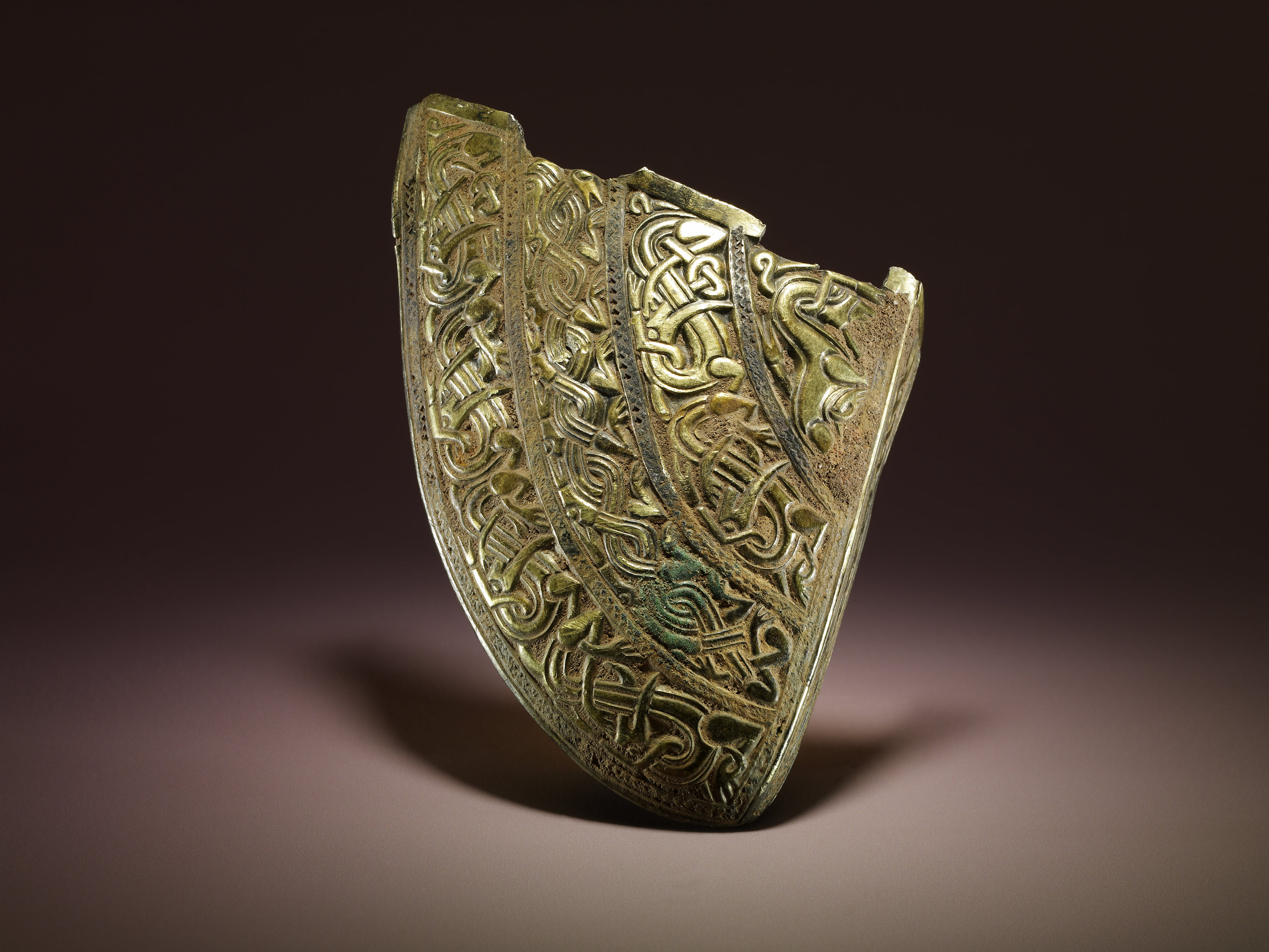